# Longjumeau
Longjumeau is een gemeente in het Franse departement Essonne (regio Île-de-France) en telt 21 269 inwoners (2019). De plaats maakt deel uit van het arrondissement Palaiseau.

## Geografie
De oppervlakte van Longjumeau bedraagt 4,8 km², de bevolkingsdichtheid is 4394 inwoners per km².
De onderstaande kaart toont de ligging van Longjumeau met de belangrijkste infrastructuur en aangrenzende gemeenten.

## Demografie
Onderstaande figuur toont het verloop van het inwonertal (bron: INSEE-tellingen).

## Geboren
- Marc Lavoine (1962), zanger en acteur
- Vincent Dufour (1968), voetballer
- Olivier Guégan (1972), voetballer
- Loïc Loval (1981), voetballer
- Romain Lemarchand (1987), wielrenner
- Jérémy Ménez (1987), voetballer
- Kenny Elissonde (1991), wielrenner
- Benjamin Mendy (1994), voetballer
- Léo Legrand (1995), acteur
- Bingourou Kamara (1996), voetballer
- Olivier Ntcham (1996), voetballer
- Tanguy Ndombele (1996), voetballer